# Turris undosa
Turris undosa é uma espécie de gastrópode do gênero Turris, pertencente a família Turridae.